# پیکسار
استودیوهای انیمیشن پیکسار (به انگلیسی: Pixar Animation Studios) یک شرکت پویانمایی رایانه‌ای آمریکایی است که در سال ۱۹۸۶ توسط استیو جابز به قیمت ۵ میلیون دلار از جرج لوکاس خریده شد. پیکسار در آن زمان یکی از عجیب‌ترین گروه‌های متشکل از متخصصان و دانشمندان علوم رایانه‌ای بود. آن‌ها گروهی از مهندسان خلاق و مبتکر بودند که به ریاست ادوین کتمول، یک متخصص علوم رایانه‌ای و اهل یوتا، کار می‌کردند.
این شرکت که حول بخش گرافیک رایانه‌ای لوکاس فیلم شکل گرفت، در کالیفرنیا قرار دارد.
جان لستر در اواخر سال ۱۹۸۳ با عنوان «طراح رابط» به مدت یک هفته در تیم لوکاس فیلم قرار گرفت. او فیلم کوتاه ماجراهای آندره و والی بی را انیمیشن کرد. در چند سال آینده، یک طراح پیشنهاد کرد که یک رایانه ترکیبی دیجیتال جدید را "Picture Maker" نام‌گذاری کند. اسمیت پیشنهاد کرد که دستگاه مبتنی بر لیزر نام جذاب‌تری داشته باشد و "Pixer" را ارائه داد که پس از جلسه به "Pixar" تغییر یافت.
پیکسار یک دهه بعد با ساخت فیلم پیشروی «داستان اسباب‌بازی» که با مشارکت والت دیزنی ساخته شد، معروف و موفق گردید.
در ۲۴ ژانویه سال ۲۰۰۶ شرکت والت دیزنی خبری از توافقات صورت گرفته برای خرید پیکسار به قیمت ۷٬۴ میلیارد دلار داد. شرکت پیکسار هم‌اکنون زیرمجموعهٔ شرکت والت دیزنی است.

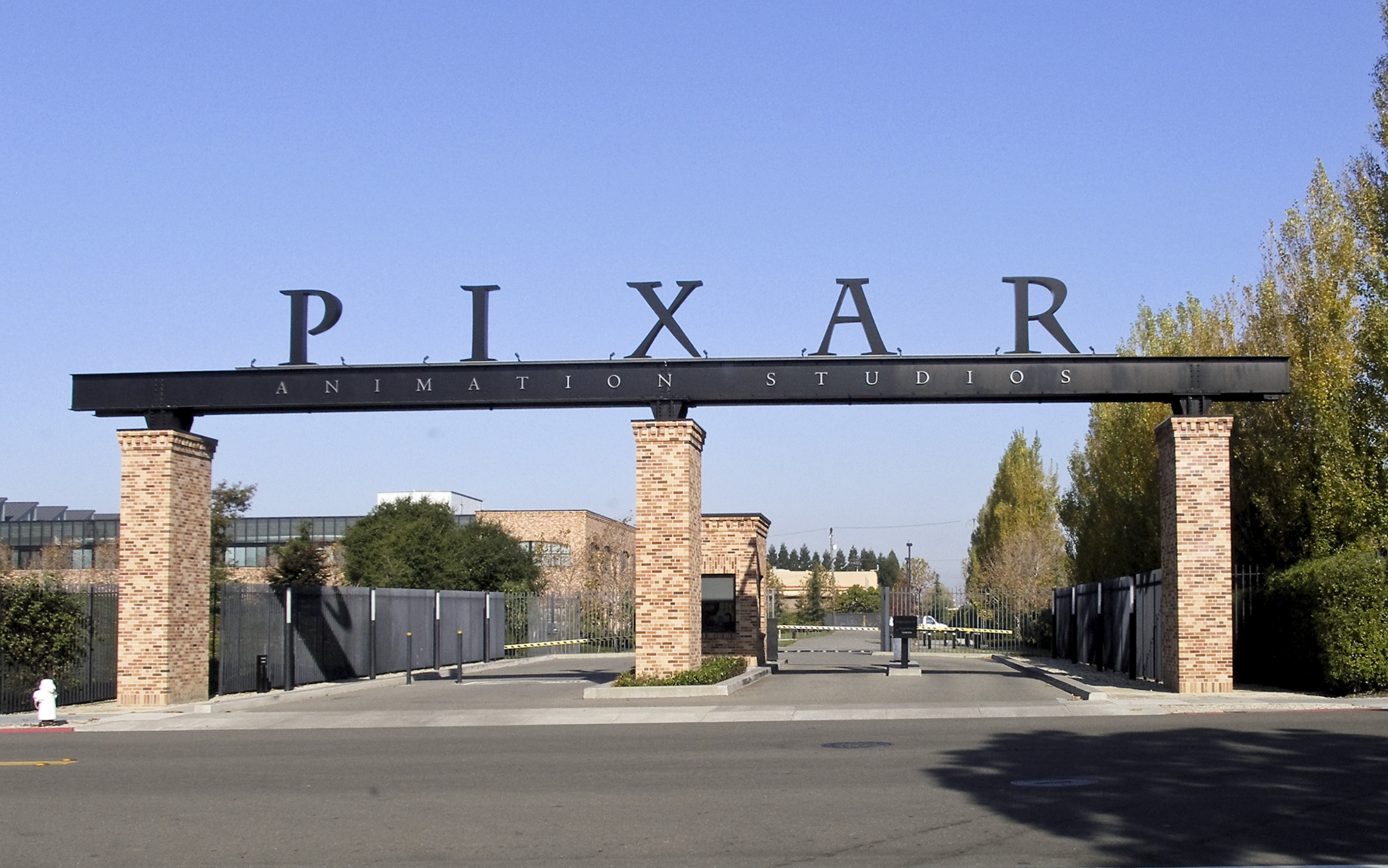
عکسی دیگر از ورودی استودیو پیکسار

در ۶ سپتامبر ۲۰۰۹، جایزهٔ شیر طلایی برای یک عمر موفقیت توسط جشنواره فیلم ونیز به مدیران پیکسار، جان لستر، بِرَد بِرد، پیت داکتر، اندرو استنتون و لی انکریچ اهدا شد. به عنوان بخشی از این مراسم، جایزه فیزیکی به بنیانگذار لویلم، جورج لوکاس اهدا شد.

## تاریخچه
پیکسار در سال ٬۱۹۷۴ زمانی شروع به کار کرد که الکساندر شورو، بنیانگذار مؤسسه فناوری نیویورک، دانشمندان علوم کامپیوتری را استخدام کرد که آرزوهای او را در مورد ایجاد اولین انیمیشن رایانه ای برآورده کنند. ادوین کِتمول و مالکوم بلانچارد اولین کسانی بودند که استخدام شدند و به زودی الوی ری اسمیت و دیوید دی فرانچسکو به جمع آنها پیوستند. شورو سرمایه‌گذاری‌های سنگینی برای این گروه می‌کرد که باعث به خطر افتادن مؤسسه فناوری نیویورک می‌شد. سرانجام، گروه دریافتند که برای رسیدن به هدف خود نیاز به کار در یک استودیوی واقعی فیلم دارند. فرانسیس فورد کوپولا سپس اسمیت را برای یک کنفرانس رسانه ای سه روزه به خانه خود دعوت کرد، جایی که کاپولا و جورج لوکاس دیدگاه‌های خود را دربارهٔ آینده ساخت فیلم دیجیتال به اشتراک گذاشتند.
وقتی لوکاس به آنها نزدیک شد و به آنها پیشنهاد کار در استودیوی خود یعنی لوکاس‌فیلم را داد، شش کارمند تصمیم گرفتند که به لوکاس فیلم بروند. سرانجام گروه گرافیک بخش رایانه لوکاس فیلم، در سال ۱۹۷۹ با استخدام کتمول از مؤسسه فناوری تأسیس شد. سپس اسمیت به آنها پیوست و به عنوان مدیر گروه گرافیک منصوب شد. در مؤسسه فناوری نیویورک، محققان پیشگام بسیاری از تکنیک‌های بنیادی CG به ویژه اختراع کانال آلفا (که توسط کتمول و اسمیت) بودند. طی چند سال آینده، CGL (آزمایشگاه گرافیک رایانهٔ مؤسسه فناوری نیویورک) چند فریم از یک فیلم آزمایشی به نام کارها تولید می‌کند. پس از انتقال به لوکاس‌فیلم، تیم بر روی پیش‌ساز رندرمن که رِیِس نام داشت کار کرد و چندین فناوری مهم را برای گرافیک رایانه‌ای توسعه داد - از جمله جلوه‌های ذرات و ابزارهای مختلف انیمیشن.
جان لستر در اواخر سال ۱۹۸۳ با عنوان «طراح رابط» به مدت یک هفته در تیم گرافیک لوکاس فیلم استخدام شد. او فیلم کوتاه ماجراهای آندره و والی بی را انیمیشن کرد. در چند سال آینده، یک طراح پیشنهاد کرد که یک رایانه ترکیبی دیجیتال جدید را به نام "Picture Maker" نامگذاری کند. اسمیت پیشنهاد کرد که باید نام جذاب‌تری داشته باشد و "Pixer" را ارائه داد که پس از جلسه به "Pixar" تغییر یافت.

### شرکت مستقل
سرانجام پیکسار که در سال ۱۹۸۶ تازه مستقل شده بود به سرمایه‌گذار نیاز داشت، اما هیچ سرمایه‌گذاری نبود و جورج لوکاس هم پیشنهاد کمی برای سرمایه‌گذاری داد. جابز، که اخیراً از اپل اخراج شده بود، و اکنون بنیانگذار و مدیرعامل شرکت کامپیوتری جدید نکست بود. در ۳ فوریه ۱۹۸۶، وی ۵ میلیون دلار از پول خود را به جورج لوکاس برای حقوق فناوری پرداخت و ۵ میلیون دلار پول نقد به عنوان سرمایه در پیکسار سرمایه‌گذاری کرد و به عنوان رئیس هیئت مدیره پیوست.
در سال ۱۹۸۵، هنگامی که آنها هنوز در لوکاس فیلم بود، آنها با ناشر ژاپنی شوگاکوکان قرارداد ساخت یک فیلم انیمیشن رایانه ای به نام میمون را براساس شاه میمون ساختند. این پروژه مدتی پس از آنکه آنها در سال ۱۹۸۶ به یک شرکت جداگانه تبدیل شدند، ادامه یافت، اما در پایان مشخص شد که این فناوری هنوز به راحتی وجود ندارد. کامپیوترها از قدرت کافی برخوردار نبودند و بودجه‌ آن نیز بسیار بالا خواهد بود؛ بنابراین تصمیم بر این شد که چند سال دیگر در حالی که منتظر می‌مانیم قانون مور یک ویژگی متحرک رایانه ای را ممکن کند تا به تجارت سخت‌افزار رایانه بپردازیم.
در آن زمان استودیوی والت دیزنی به این ایده علاقه‌مند شد و سرانجام از رایانهٔ «کامپیوتر تصویرساز پیکسار» که توسط پیکسار به عنوان بخشی از پروژه سیستم تولید انیمیشن رایانه ای (CAPS) ساخته شده بود را، خریداری و استفاده نمود تا بخشی از روند انیمیشن 2D را به یک روش اتوماتیک تر تبدیل کند.
جان لستر، کارمند پیکسار، که مدتها انیمیشن‌های کوتاهی مثل چراغ مطالعه کوچک‌تر (۱۹۸۶) کار می‌کرد، کارهای خود را در کنفراس سیگرف، بزرگترین نمایشگاه صنعت گرافیک رایانه، به نمایش گذاشت.
جابز در تلاش برای فروش کامپیوتر تصویرساز پیکسار و افزایش سرمایه شرکت، پیشنهاد داد که این سیستم در دسترس کاربران اصلی قرار گیرد و محصول را به بازار عرضه کند. با این حال، کامپیوتر تصویرساز پیکسار هرگز فروش خوبی نداشته‌است. فروش ناکافی که با رشد خسارات مالی به همراه بود، باعث تهدیدی برای غیرفعال شدن شرکت می‌شد. جابز سرمایه‌های بیشتر و بیشتری را در ازای افزایش سهام در شرکت سرمایه‌گذاری می‌کرد. یا حتی کارکنان را کاهش داد اما بالاخره با سرمایه‌گذاری ۵۰ میلیون دلاری وی کنترل کل شرکت را به دست گرفت. در سال ۱۹۸۹، بخش انیمیشن که توسط جان لستر در حال رشد بود، به بخشی تبدیل شد که برای شرکت‌های خارجی تبلیغات متحرک رایانه ای تولید می‌کرد. در آوریل ۱۹۹۰، پیکسار بخش سخت‌افزار خود را شامل تمام فناوری سخت‌افزار اختصاصی و نرم‌افزارهای تصویربرداری را به ویاکوم سیستمز فروخت و ۱۸ نفر از حدود ۱۰۰ کارمند پیکسار را انتقال داد. در همان سال، پیکسار از سان رافائل به ریچموند، کالیفرنیا نقل مکان کرد. پیکسار برخی از ابزارهای نرم‌افزاری خود را در بازار آزاد سیستم‌های مکینتاش و ویندوز منتشر کرد. رندرمن یکی از بسته‌های پیشرو سه بعدی در اوایل دهه ۱۹۹۰ بود و تایپیستی یک ارائه دهنده متن سه بعدی ویژه بود که با عمق افزودن RayDream رقابت می‌کرد.
در این دوره، پیکسار به رابطه موفق خود با استودیوی انیمیشن والت دیزنی ادامه داد، استودیویی که والدین سازمانی آن در نهایت به مهمترین شریک آن تبدیل می‌شوند. با این حال، با شروع سال ۱۹۹۱، اخراج ۳۰ کارمند در بخش سخت‌افزار رایانه شرکت - از جمله رئیس شرکت، چاک کلستاد، تعداد کل کارمندان را به ۴۲ نفر کاهش داد، که اساساً تعداد اصلی آن بود. با این حال پیکسار برای تولید سه فیلم سینمایی انیمیشن رایانه ای، با دیزنی یک قرارداد تاریخی ۲۶ میلیون دلاری منعقد کرد، که اولین آنها داستان اسباب بازی بود، مفهومی که محصول محدودیت‌های فناوری بود که CGI در آن زمان با آن دست و پنجه نرم می‌کرد. در آن زمان، برنامه نویسان نرم‌افزاری که مشغول توسعهٔ رندرمن و آیس من (بخشی از نرم‌افزار رندرمن) بودند و گروه لستر که تبلیغات انیمیشن برای دیگر شرکت‌ها درست می‌کرد، از بخش‌های شرکت پیکسار بودند.
سرانجام با موفقیت ۳۷۳ میلیون دلاری داستان اسباب بازی ها، یک استودیوی جدید در امری ویل ساخته شد.

### همکاری با دیزنی
پیکسار و دیزنی بر سر تولید داستان اسباب بازی ۲ اختلاف نظر داشتند و این فیلم در ابتدا به عنوان یک انتشار مستقیم فیلم بود (و بنابراین بخشی از قرارداد سه فیلم پیکسار نبود)، سرانجام در حین تولید به اکران نمایشی ارتقا یافت. پیکسار خواستار آن شد که این فیلم در توافقنامه سه فیلم شمرده شود، اما دیزنی قبول نکرد. هرچند که پیکسار برای هر دو سودآور بود، بعداً شکایت کرد که این توافق عادلانه نبود. پیکسار مسئول ایجاد و تولید بود، در حالی که دیزنی مسئولیت بازاریابی و توزیع را بر عهده داشت. سود و هزینه‌های تولید ۵۰–۵۰ تقسیم شد، اما دیزنی منحصراً صاحب کلیه حقوق داستان، شخصیت و دنباله بود و همچنین از ۱۰ تا ۱۵ درصد هزینه توزیع دریافت کرد. کمبود داستان، شخصیت و حقوق برای ساخت دنباله فیلم‌ها شاید سنگین‌ترین جنبه پیکسار بود و زمینه را برای یک رابطه مشاجره فراهم می‌کرد.
این دو شرکت تلاش کردند تا به مدت ده ماه به توافق جدید برسند و در ژانویه ۲۰۰۴ شکست خوردند. این معامله جدید تنها برای توزیع محسوب می‌شد، چرا که پیکسار قصد دارد تولید را کنترل کند و داستان، شخصیت، و حقوق بعدی را به‌دست آورد. در حالی که دیزنی حق امتناع از هر گونه دنباله ای را داشت. پیکسار هم می‌خواست هزینه فیلم خود را تأمین کند و ۱۰۰ درصد سود به دست آورد و تنها ۱۰ تا ۱۵ درصد هزینه توزیع دیزنی را پرداخت کند و از همه مهم‌تر، به عنوان بخشی از هر توافق توزیع با دیزنی، پیکسار خواستار کنترل فیلم‌هایی بود که طبق قرارداد قدیمی در حال تولید هستند، از جمله شگفت انگیزان (۲۰۰۴) و ماشین‌ها (۲۰۰۶). اما دیزنی این شرایط را غیرقابل قبول دانست اما پیکسار قبول نمی‌کند.
اختلافات بین استیو جابز و رئیس و مدیرعامل وقت دیزنی یعنی مایکل آیسنر مذاکرات را دشوارتر از آنچه باید می‌بود، کرد. آنها در اواسط سال ۲۰۰۴ کاملاً ارتباطشان کم شد و دیزنی برای جایگزین کردن پیکسار، هفت حلقه انیمیشن را تشکیل داد و پیکسار اعلام کرد که به‌طور فعال به دنبال شرکای دیگری غیر از دیزنی است. علی‌رغم این اعلامیه و گفتگوهای متعدد با برادران وارنر، کلمبیا پیکچرز و فاکس قرن بیستم، پیکسار با توزیع کنندگان دیگر وارد مذاکره نشد، هرچند سخنگوی برادران وارنر به سی‌ان‌ان گفت: «ما دوست داریم با پیکسار همکاری داشته باشیم آنها یک شرکت بزرگ هستند.» پس از یک وقفه طولانی، مذاکرات بین دو شرکت پس از برکناری آیزنر از دیزنی در سپتامبر ۲۰۰۵ از سر گرفته شد. جابز در اواخر سال ۲۰۰۴ اعلام کرد که پیکسار دیگر فیلم‌ها را در چارچوب زمانی ماه نوامبر که دیزنی تعیین می‌کند، پخش نمی‌کند، اما در اوایل ماه‌های تابستان با درآمد بیشتر. این امر همچنین به پیکسار این امکان را می‌دهد که DVDهای عمده فروش خود را در فصل خرید کریسمس منتشر کند. یکی دیگر از مزایای تأخیر ماشین‌ها از ۴ نوامبر ۲۰۰۵ تا ۹ ژوئن ۲۰۰۶، تمدید بازه زمانی باقی مانده در قرارداد Pixar-Disney بود، تا دیده شود اوضاع بین دو شرکت چگونه پیش می‌رود.
این دو شرکت توافقنامه توزیعی را برای انتشار در نظر گرفته شده راتاتویی ایجاد کردند تا اطمینان حاصل شود که این فیلم همچنان از شبکه‌های توزیع دیزنی پخش می‌شود. برخلاف قرارداد قبلی پیکسار، قرار بود راتاتویی به عنوان یک دارایی پیکسار باقی بماند و دیزنی فقط هزینه توزیع دریافت می‌کرد. با این حال، اتمام خرید پیکسار دیزنی، این توزیع را باطل کرد.

### شرکت تابعه دیزنی
ایگر، مدیرعامل جدید دیزنی در حالی که در حال تماشای رژه در افتتاحیه دیزنی لند هنگ کنگ در سپتامبر ۲۰۰۵ بود، به این فکر برده بود که پیکسار را بخرد. ایگر متوجه شد که از بین تمام شخصیت‌های دیزنی در این رژه، هیچ‌کس شخصیتی نبود که دیزنی طی ده سال گذشته از زمان ایجاد شخصیت‌های جدیدتر توسط پیکسار، ایجاد کرده باشد. ایگر پس از بازگشت به بربنک، تجزیه و تحلیل مالی را سفارش داد که تأیید کرد دیزنی در دهه گذشته واقعاً پول انیمیشن را از دست داده‌است، سپس در اولین جلسه هیئت مدیره خود پس از ارتقا از مدیر خلاقیت به مدیر عامل و هیئت مدیره، این اطلاعات را به هیئت مدیره ارائه داد. به نوبه خود، به او اجازه داد که احتمال معامله با پیکسار را بررسی کند. لستر و کتمول هنگامی که مبحث خرید پیکسار توسط دیزنی مطرح شد نگران بودند، اما جابز از آنها خواست که به ایگر فرصت بدهند. (چرا که استیو جابز، قبلاً برای تبلیغات آی پاد کلاسیک نسل پنجم در شبکه ای‌بی‌سی - که متعلق به دیزنی است - با ایگر معامله ای کرده بود و ایگر به او ثابت کرده بود که در زمینهٔ انیمیشن واقعاً نیاز به تلاشی جدید دارد.
در ژانویه ۲۰۰۶، سرانجام دیزنی پذیرفت که پیکسار را به قیمت تقریبی ۷٫۴ میلیارد دلار در یک معامله سهام خریداری کند. پس از تأیید سهامدار پیکسار، این خرید در ۲۵ ژانویه ۲۰۰۶ به پایان رسید. معامله، جابز را که ۴۹٫۶۵٪ از کل سهام پیکسار را در اختیار داشت، تبدیل به بزرگترین سهامدار خصوصی دیزنی با ۷٪، به ارزش ۳٫۹ میلیارد دلار و صندلی جدید در آن هیئت مدیره کرد.
جیم موریس، تهیه‌کننده فیلم وال ای (۲۰۰۸)، مدیرعامل پیکسار شد. در این سمت جدید، موریس مسئولیت اجرای روزمره امکانات و محصولات استودیو را بر عهده گرفت.
در ۲۱ نوامبر ۲۰۱۷، لستر اعلام کرد که بخاطر بد رفتاری با کارمندان شش ماه مرخصی می‌گیرید. طبق گزارش هالیوود ریپورتر و واشینگتن پست، لستر قبلاً رفتار سوءجنسی با کارمندانش داشته‌است. در ۸ ژوئن ۲۰۱۸، اعلام شد که لستر انیمیشن دیزنی و پیکسار را در پایان سال ترک می‌کند، اما تا آن زمان نقش مشاور را به عهده می‌گیرد. پیت داکتر در ۱۹ ژوئن ۲۰۱۸ به عنوان جانشین لستر به عنوان مدیر ارشد خلاقیت پیکسار اعلام شد.
در ۲۳ اکتبر ۲۰۱۸، اعلام شد که کتمول بازنشسته خواهد شد. او تا ژوئیه ۲۰۱۹ در نقش مشاور می‌ماند. در ۱۸ ژانویه ۲۰۱۹، اعلام شد که لی اونکریچ پس از ۲۵ سال پیکسار را ترک خواهد کرد.

### گسترش
در تاریخ ۲۰ آوریل ۲۰۱۰، پیکسار پیکسار کانادا را در مرکز شهر ونکوور، بریتیش کلمبیا، کانادا افتتاح کرد. استودیوی تقریبی ۲۰۰۰ متر مربع هفت فیلم کوتاه بر اساس شخصیت‌های داستان اسباب بازی و ماشین‌ها تولید کرد. در اکتبر ۲۰۱۳، استودیو برای تمرکز مجدد تلاش‌های Pixar در مقر اصلی خود تعطیل شد.

## محل شرکت

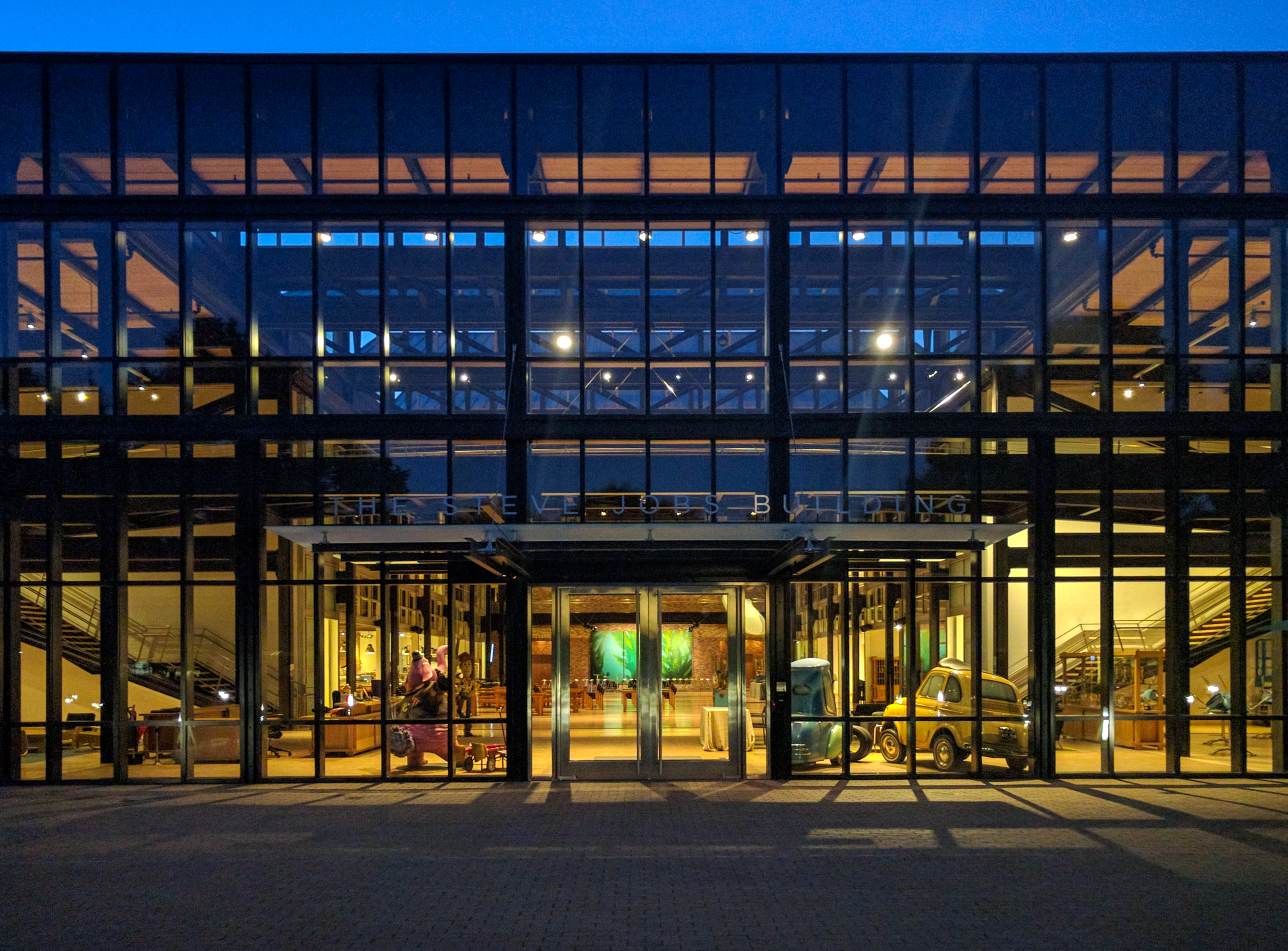
ساختمان استیو جابز در پردیس پیکسار در امریویل

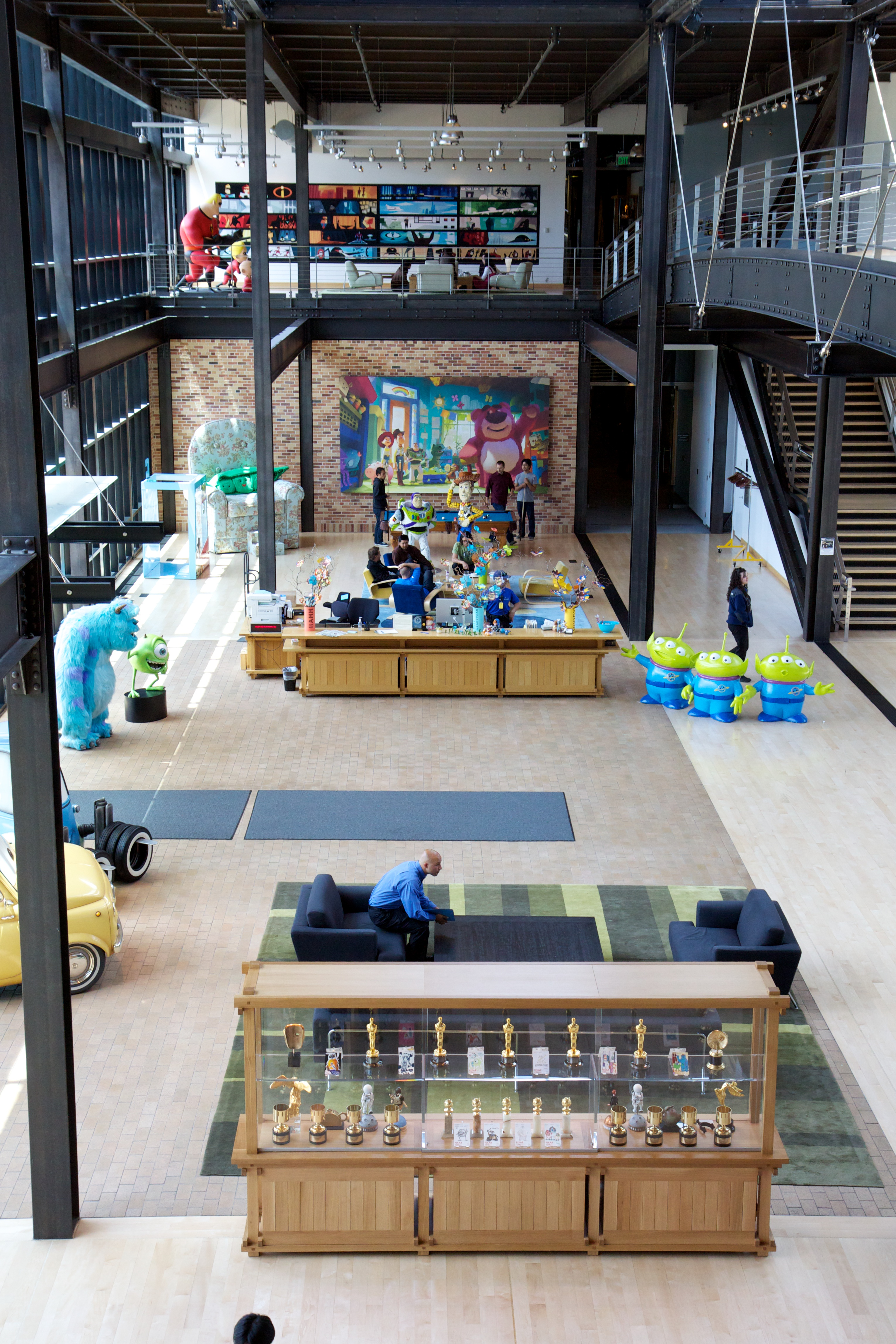
آتریوم پردیس پیکسار

هنگامی که استیو جابز، مدیر اجرایی شرکت اپل و پیکسار و جان لاستر، معاون اجرایی وقت پیکسار، تصمیم گرفتند استودیوهای خود را از یک مکان اجاره ای در پوینت ریچموند، کالیفرنیا به مناطق بزرگتر خود منتقل کنند، آنها انتخاب کردند یک سایت ۲۰ هکتاری در Emeryville، کالیفرنیا، که قبلاً توسط Del Monte Foods , Inc اشغال شده بود. اولین ساختمان از چندین ساختمان با تکنولوژی پیشرفته که توسط Bohlin Cywinski Jackson طراحی شده‌است دارای پایه‌ها و مولدهای ویژه برای اطمینان از ادامه کار است. تولید فیلم، حتی از طریق زمین لرزه‌های بزرگ. شخصیت این ساختمان برای یادآوری گذشته صنعتی Emeryville در نظر گرفته شده‌است. ساختمان دو طبقه فولاد و سنگ‌تراشی فضایی مشترک با مسیرهای مختلف است.
انقلاب دیجیتال در فیلم‌سازی توسط ریاضیات کاربردی، از جمله فیزیک محاسبات و هندسه صورت گرفت. در سال ۲۰۰۸، این باعث شد تا دانشمند ارشد پیکسار، تونی درروز، پیشنهاد میزبانی دومین جشنواره ریاضیات جولیا رابینسون را در دانشگاه امریویل ارائه دهد.

## فیلم‌های برجسته
در حالی که برخی از اولین انیماتورهای Pixar انیماتورهای سابق سل از جمله جان لستر بودند، آنها همچنین از انیمیشن‌های رایانه ای بودند یا تازه فارغ التحصیلان دانشگاه بودند. تعداد زیادی از انیماتورهایی که بخش انیمیشن سازی را در Pixar تشکیل می‌دهند، در همان زمان استخدام استودیو زندگی یک حشره (۱۹۹۸)، شرکت هیولاها (۲۰۰۱) و در جستجوی نمو (۲۰۰۳) استخدام شدند. اگرچه داستان اسباب بازی فیلم موفقی بود، اما اولین فیلم بلند پیکسار در آن زمان بود و به اولین استودیوی بزرگ انیمیشن رایانه ای تبدیل شد که با موفقیت فیلم‌های نمایشی تئاتر تولید می‌کرد. اکثر صنعت انیمیشن سازی در لس آنجلس واقع شده‌است (و هم‌اکنون نیز وجود دارد) در حالی که Pixar در ۳۵۰ مایلی (۵۶۰ کیلومتری) شمال در منطقه خلیج سانفرانسیسکو واقع شده‌است. همچنین، انیمیشن سنتی که با دست کشیده می‌شد، همچنان رسانه غالب برای فیلم‌های انیمیشن بلند بود.
با کمبود انیماتورهای مستقر در لس آنجلس که مایلند خانواده‌های خود را تا این حد به شمال منتقل کنند تا انیمیشن‌های سنتی را کنار بگذارند و انیمیشن‌های رایانه ای را امتحان کنند، استخدام‌های جدید پیکسار در این زمان یا مستقیماً از دانشگاه انجام شد یا در خارج از انیمیشن بلند کار کرده بودند. برای کسانی که مهارت‌های انیمیشن سنتی داشتند، نرم‌افزار انیمیشن Pixar Marionette طوری طراحی شده بود که انیماتورهای سنتی قبل از تولید، به حداقل آموزش نیاز دارند.
در مصاحبه ای با Tavis Smiley، مجری برنامه گفتگوی PBS، لاستر گفت که فیلم‌های Pixar همان مضمون خودسازی را دنبال می‌کنند که خود شرکت هم دارد: با کمک دوستان یا خانواده، یک شخصیت وارد دنیای واقعی می‌شود و یادمی‌گیرد که از دوستان و خانواده خود قدردانی کند. در هسته اصلی، لاستر گفت، «این باید در مورد رشد شخصیت اصلی و چگونگی تغییر او باشد.»
از سال ۲۰۲۰، هر فیلم بلند پیکسار شامل شخصیتی با صدای جان راتزنبرگر است که در نمایش تلویزیونی Cheers بازی کرده بود. پیکسار با تقلید از صحنه‌های سه فیلم قبلی خود، با جایگزینی همه شخصیت‌ها با وسایل نقلیه موتوری، در تیتراژ پایانی Cars (2006) به «جذابیت خوش شانسی» خود احترام گذاشت. بعد از صحنه سوم، مک (شخصیت او در اتومبیل‌ها) متوجه می‌شود که بازیگر یکسانی صداپیشگی شخصیت‌ها را در هر فیلم داشته‌است.
با توجه به سنت‌هایی که در این فیلم‌ها مانند موجودات و اشیای انسان شناسانه و همچنین کراس اوورهای تخم مرغ عید پاک بین فیلم‌هایی که توسط طرفداران پیکسار مشاهده شده‌است اتفاق افتاده‌است، یک پست وبلاگ تحت عنوان نظریه پیکسار در سال ۲۰۱۳ توسط Jon Negroni منتشر شد پیشنهاد کرد که همه شخصیت‌های موجود در جهان پیکسار با هم مرتبط هستند.

## محصولات پیکسار

### سازگاری با تلویزیون
داستان باز لایتیر که یک اسباب بازی است اولین فیلم پیکسار است که برای تلویزیون و فیلم و سریال تلویزیونی باز لایتیر فرماندهی ستاره در شبکه تلویزیونی UPN تولید و پخش شد، با کمک کارز تون سریال‌هایی از فیلم‌های کوتاه ۳ تا ۵ دقیقه ای تولید شد که در فواصل منظم برنامه کانال دیزنی پخش می‌شود. بین سالهای ۲۰۱۳ و ۲۰۱۴، پیکسار دو ویژه برنامه تلویزیونی را به سریال‌هایی با نام داستان ترور عروسک و توی توی داستان اسباب بازی فراموش شده اختصاص داد. داگ دِیز،هیولاها در محل کار، مجموعه تلویزیونی منتخب، مؤسسه هیولا، در ژوئیه و در دیزنی پلاس نمایش داده شد.

### فیلم‌های بلند
| سال انتشار | نام فیلم                          |
| ---------- | --------------------------------- |
| ۱۹۹۵       | داستان اسباب‌بازی                  |
| ۱۹۹۸       | زندگی یک حشره                     |
| ۱۹۹۹       | داستان اسباب‌بازی ۲                |
| ۲۰۰۰       | باز لایتیر : ماجراجویی آغاز می‌شود |
| ۲۰۰۱       | شرکت هیولاها                      |
| ۲۰۰۳       | در جستجوی نمو                     |
| ۲۰۰۴       | شگفت‌انگیزان                       |
| ۲۰۰۶       | ماشین‌ها                           |
| ۲۰۰۷       | موش سرآشپز                        |
| ۲۰۰۸       | وال-ئی                            |
| ۲۰۰۹       | بالا                              |
| ۲۰۱۰       | داستان اسباب‌بازی ۳                |
| ۲۰۱۱       | ماشین‌ها ۲                         |
| ۲۰۱۲       | شجاع                              |
| ۲۰۱۳       | دانشگاه هیولاها                   |
| ۲۰۱۵       | درون بیرون                        |
| ۲۰۱۵       | دایناسور خوب                      |
| ۲۰۱۶       | در جستجوی دوری                    |
| ۲۰۱۷       | ماشین‌ها ۳                         |
| ۲۰۱۷       | کوکو                              |
| ۲۰۱۸       | شگفت‌انگیزان ۲                     |
| ۲۰۱۹       | داستان اسباب‌بازی ۴                |
| ۲۰۲۰       | به پیش                            |
| ۲۰۲۰       | روح                               |
| ۲۰۲۱       | لوکا                              |
| ۲۰۲۲       | قرمز شدن                          |
| ۲۰۲۳       | المنتال ( بنیادین )               |
| ۲٠۲۴       | درون و بیرون ۲                    |
| ۲۰۲۵       | الیو (فیلم)                       |

### در دست تولید
| روز انتشار   | فیلم                | کارگردان |
| ------------ | ------------------- | -------- |
| ۱۳ ژوئن ۲۰۲۵ | داستان اسباب بازی ۵ | نامعلوم  |
| ۶ مارس ۲۰۲۶  | نامعلوم             | نامعلوم  |
| ۱۹ ژوئن ۲۰۲۶ | نامعلوم             | نامعلوم  |

### فیلم‌های کوتاه
| سال انتشار | نام فیلم                 |
| ---------- | ------------------------ |
| ۱۹۸۴       | ماجراهای آندره و والی بی |
| ۱۹۸۶       | چراغ مطالعه کوچک‌تر       |
| ۱۹۸۷       | رؤیای قرمز               |
| ۱۹۸۸       | اسباب بازی فلزی          |
| ۱۹۸۹       | نیک نک                   |
| ۱۹۹۷       | بازی جری                 |
| ۲۰۰۰       | برای پرندگان             |
| ۲۰۰۲       | ماشین جدید مایک          |
| ۲۰۰۳       | باندین                   |
| ۲۰۰۵       | باند موسیقی یک‌نفره       |
| ۲۰۰۵       | حمله جک جک               |
| ۲۰۰۶       | بلند شده                 |
| ۲۰۰۸       | پرستو                    |
| ۲۰۰۹       | نیمه ابری                |
| ۲۰۱۰       | روز و شب                 |
| ۲۰۱۱       | ماه ریزه میزه            |
| ۲۰۱۳       | ترور داستان اسباب بازی   |
| ۲۰۱۳       | چتر آبی                  |
| ۲۰۱۴       | گدازه                    |
| ۲۰۱۵       | تیم محشر سانجای          |
| ۲۰۱۶       | پایپر                    |
| ۲۰۱۷       | لو                       |
| ۲۰۱۸       | بائو                     |
| ۲۰۱۹       | کیتبول                   |
| ۲۰۲۰       | زندگی لامپ               |
| ۲۰۲۱       | پیکسار پاپ کورن          |

## پر فروشترین انیمیشن ها
| رتبه | عنوان              | سال  | فروش         |
| ---- | ------------------ | ---- | ------------ |
| ۱    | درون و بیرون ۲     | ۲۰۲۴ | $۶۵۲,۹۸۰,۱۹۴ |
| ۲    | شگفت‌انگیزان ۲      | ۲۰۱۸ | $۶۰۸,۵۸۱,۷۴۴ |
| ۳    | در جستجوی دوری     | ۲۰۱۶ | $۴۸۶,۲۹۵,۵۶۱ |
| ۴    | داستان اسباب‌بازی ۴ | ۲۰۱۹ | $۴۳۴,۰۳۸,۰۰۸ |
| ۵    | داستان اسباب‌بازی ۳ | ۲۰۱۰ | $۴۱۵,۰۰۴,۸۸۰ |
| ۶    | در جستجوی نمو      | ۲۰۰۳ | $۳۸۰,۸۴۳,۲۶۱ |
| ۷    | درون بیرون         | ۲۰۱۵ | $۳۵۶,۹۲۱,۷۱۱ |
| ۸    | بالا               | ۲۰۰۹ | $۲۹۳,۰۰۴,۱۶۴ |
| ۹    | دانشگاه هیولاها    | ۲۰۱۳ | $۲۶۸,۴۹۲,۷۶۴ |
| ۱۰   | شگفت‌انگیزان        | ۲۰۰۴ | $۲۶۱,۴۴۱,۰۹۲ |
| ۱۱   | شرکت هیولاها       | ۲۰۰۱ | $۲۵۵,۸۷۳,۲۵۰ |
| ۱۲   | داستان اسباب‌بازی ۲ | ۱۹۹۹ | $۲۴۵,۸۵۲,۱۷۹ |
| ۱۳   | ماشین‌ها            | ۲۰۰۶ | $۲۴۴,۰۸۲,۹۸۲ |
| ۱۴   | شجاع               | ۲۰۱۲ | $۲۳۷,۲۸۳,۲۰۷ |
| ۱۵   | وال-ئی             | ۲۰۰۸ | $۲۲۳,۸۰۸,۱۶۴ |
| ۱۶   | کوکو               | ۲۰۱۷ | $۲۱۰,۴۶۰,۰۱۵ |
| ۱۷   | موش سرآشپز         | ۲۰۰۷ | $۲۰۶,۴۴۵,۶۵۴ |
| ۱۸   | داستان اسباب‌بازی   | ۱۹۹۵ | $۱۹۱,۷۹۶,۲۳۳ |
| ۱۹   | ماشین‌ها ۲          | ۲۰۱۱ | $۱۹۱,۴۵۲,۳۹۶ |
| ۲۰   | زندگی یک حشره      | ۱۹۹۸ | $۱۶۲,۷۹۸,۵۶۵ |
| ۲۱   | المنتال (بنیادین)  | ۲۰۲۳ | $۱۵۴,۴۲۶,۶۹۷ |
| ۲۲   | ماشین‌ها ۳          | ۲۰۱۷ | $۱۵۲,۹۰۱,۱۱۵ |
| ۲۳   | دایناسور خوب       | ۲۰۱۵ | $۱۲۳,۰۸۷,۱۲۰ |
| ۲۴   | لایت‌یر             | ۲۰۲۲ | $۱۱۸,۳۰۷,۱۸۸ |
| ۲۵   | به پیش             | ۲۰۲۰ | $۶۱,۵۵۵,۱۴۵  |

| رتبه | عنوان              | سال  | فروش           |
| ---- | ------------------ | ---- | -------------- |
| ۱    | درون و بیرون ۲     | ۲۰۲۴ | $۱,۶۹۸,۸۶۳,۸۱۶ |
| ۲    | شگفت‌انگیزان ۲      | ۲۰۱۸ | $۱,۲۴۳,۲۲۵,۶۶۷ |
| ۳    | داستان اسباب‌بازی ۴ | ۲۰۱۹ | $۱,۰۷۳,۳۹۴,۵۹۳ |
| ۴    | داستان اسباب‌بازی ۳ | ۲۰۱۰ | $۱,۰۶۶,۹۶۹,۷۰۳ |
| ۵    | در جستجوی دوری     | ۲۰۱۶ | $۱,۰۲۸,۵۷۰,۸۸۹ |
| ۶    | در جستجوی نمو      | ۲۰۰۳ | $۹۴۱,۶۳۷,۹۶۰   |
| ۷    | درون بیرون         | ۲۰۱۵ | $۸۵۷,۶۱۱,۱۷۴   |
| ۸    | کوکو               | ۲۰۱۷ | $۸۰۷,۸۱۶,۱۹۶   |
| ۹    | دانشگاه هیولاها    | ۲۰۱۳ | $۷۴۳,۵۵۹,۶۰۷   |
| ۱۰   | بالا               | ۲۰۰۹ | $۷۳۵,۰۹۹,۰۸۲   |
| ۱۱   | شگفت‌انگیزان        | ۲۰۰۴ | $۶۳۱,۶۸۸,۴۹۸   |
| ۱۲   | موش سرآشپز         | ۲۰۰۷ | $۶۲۳,۷۲۶,۰۸۵   |
| ۱۳   | ماشین‌ها ۲          | ۲۰۱۱ | $۵۵۹,۸۵۲,۳۹۶   |
| ۱۴   | شجاع               | ۲۰۱۲ | $۵۳۸,۹۸۳,۲۰۷   |
| ۱۵   | شرکت هیولاها       | ۲۰۰۱ | $۵۲۸,۷۷۳,۲۵۰   |
| ۱۶   | وال-ئی             | ۲۰۰۸ | $۵۲۱,۳۱۱,۸۶۰   |
| ۱۷   | داستان اسباب‌بازی ۲ | ۱۹۹۹ | $۵۱۱,۳۵۸,۲۷۶   |
| ۱۸   | المنتال (بنیادین)  | ۲۰۲۳ | $۴۹۶,۴۴۴,۳۰۸   |
| ۱۹   | ماشین‌ها            | ۲۰۰۶ | $۴۶۱,۹۸۳,۱۴۹   |
| ۲۰   | داستان اسباب‌بازی   | ۱۹۹۵ | $۳۹۴,۴۳۶,۵۸۶   |
| ۲۱   | ماشین‌ها ۳          | ۲۰۱۷ | $۳۸۳,۹۳۰,۶۵۶   |
| ۲۲   | زندگی یک حشره      | ۱۹۹۸ | $۳۶۳,۲۵۸,۸۵۹   |
| ۲۳   | دایناسور خوب       | ۲۰۱۵ | $۳۳۲,۲۰۷,۶۷۱   |
| ۲۴   | لایت‌یر             | ۲۰۲۲ | $۲۲۶,۴۲۵,۴۲۰   |
| ۲۵   | به پیش             | ۲۰۲۰ | $۱۴۱,۹۴۰,۰۴۲   |